# Volvo XC90
Volvo XC90 — перший автомобіль класу SUV (Sport Utility Vehicle) компанії Volvo Cars. Він створений з урахуванням основних принципів Volvo — безпека, збереження навколишнього середовища, надійність та якість.

## Перше покоління (2002–2014)
|                                       |  |
| 2002-2006 Volvo XC90(P28) 2.5 T wagon |  |

У травні 1999 року, в Аризоні, на випробувальному треці Volvo, Хансу Вікману (Hans Wikman) та його команді, потрібно було вибрати один із трьох дизайнів позашляховика наступного покоління. Переможцем в дизайні, став проект Дуга Фрешера, який працює в Центрі досліджень і концептів Volvo Cars (VMCC) в Камарільйо, Каліфорнія.
В січні 2002 року, на автошоу в Детройті, був представлений вже готовий автомобіль — Volvo XC90. Ще до того як готові автомобілі з'явилися у дилерів, компанія зібрала понад 15 000 попередніх замовлень. Не зважаючи на море критики в свою адресу, це ніяким чином не завадило в 2003 році XC90, стати самим інноваційним позашляховиком у багатьох напрямках.
У 2005 році був доданий двигун Yamaha V8. Цей 4,4-літровий двигун Volvo B8444S виробляв 288 к.с. (215 кВт) для перших кількох моделей, пізніше модернізованих до 315 к.с. (232 кВт) і 441 Нм крутного моменту.
Перше покоління Volvo XC90 виготовлялося на заводі Volvo Torslanda в місті Гетеборг, Швеція. Побудований автомобіль на тій самій платформі, що і Volvo S60, V70, S80. Довжина XC90 була на 10 см більша ніж у універсала Volvo V70.
Volvo XC90 — передньопривідний автомобіль з розподілом крутного моменту між передніми і задніми колесами у співвідношенні 95:5 відсотків відповідно. Але варто переднім колесам автомобіля прокрутитися на 1/7 обороту, як у справу вступає електроніка. Система XC90 миттєво збільшує навантаження на задні колеса, гарантуючи тим самим найкраще зчеплення з поверхнею. А антипробуксовочна система Volvo XC90 TRACS, пригальмовуючи буксує колеса і грає роль блокування між колісних диференціалів, контролюючи розподіл крутного моменту між правими і лівими колесами.
В системі повного приводу Volvo XC90 застосовується багатодискова муфта Haldex з масляним наповненням. Електронний блок зчитує інформацію про швидкість обертання коліс автомобіля, оборотах двигуна, навантаженні на нього, стану гальмівної системи і в долі секунди може перекинути крутний момент на задні колеса для усунення пробуксовки.
В процесі гальмування Volvo XC90, система повного приводу вимикається, щоб не заважати ABS займатися своєю справою і підтримувати прямолінійний рух.
Фронтальні подушки безпеки і бічні надувні завіски забезпечують безпеку всіх сидячих в XC90 пасажирів. Є датчики, що відстежують поведінку автомобіля в горизонтальній площині, але є ще й сенсори, що стежать за креном. Коли на комп'ютер надходить сигнал, що швидкість наростання кута крену досягла порога, система розцінює це як ризик перекидання і одночасно зі зменшенням подачі палива дає команду на пригальмовування навантажених (зовнішніх по відношенню до центру повороту) коліс — перш за все це відноситься до переднього колеса. В результаті автомобіль піде по рівнішій траєкторії, ризик перекидання знизиться.
У Volvo XC90 міцний кузов. У даху встановлені елементи з боровмісної сталі, яка в чотири — п'ять разів міцніше звичайних марок сталі. Стійки — із спеціального сплаву, підвищеної міцності, багаторазово перевищує міцність зазвичай застосовуваних в конструкціях автомобілів. Про ремені безпеки не дозволить забути система нагадування, вона буде подавати сигнал до тих пір, поки пасажири не пристебнутися. Двигуни виготовлені із алюмінію.

#### П'ять світових новинок
У 2002 році, коли був представлений XC90, його характерними особливостями стали п'ять автомобільних світових новинок:
- Система запобігання перевертання (RSC) з використанням гіродатчика для виявлення та протидії ризику перевертання.
- Надувні бічні шторки безпеки для всіх трьох рядів сидінь.
- Інтегроване дитяче сидіння, в другому ряду.
- Ремені безпеки з преднатягувачами, для всіх сидінь.
- Система об'ємного звучання Dolby 5.1 Pro Logic II, укомплектована цифровим підсилювачем потужністю 305 Вт і 12 висококласними динаміками.

#### Більше 110 міжнародних нагород
З моменту офіційної презентації XC90 отримав більше, ніж 110 нагород по всьому світу. З точністю до дня через рік після світової прем'єри в Детройті Volvo XC90 був названий переможцем у номінації «North American Truck of the Year». Конкурс, суддями в якому були 49 автомобільних журналістів з США та Канади, що представляли газети, журнали та цифрові ЗМІ, нагороджує відзнакою автомобілі, що встановлюють нові стандарти і визначають нові критерії в своєму класі.
Автомобіль так випередив час, що навіть через 10 років, в 2013 році, Volvo XC90 без особливих змін в конструкції отримав від Американського страхового інституту дорожньої безпеки найвищу оцінку за рівень захисту пасажирів.

#### Продажі
За 12 років було випущено 636 143 екземпляра моделі. Спочатку метою Volvo Car Corporation по XC90 було 50 000 одиниць на рік у всьому світі. Одночасно модель стала настільки популярною, що цифри швидко росли, поки не досягли 86 000 одиниць в 2005 році.
Найбільшим ринком для XC90 були США, де рекордними роками стали 2004 (38 800 одиниць) і 2005 (36 200 одиниць).
Цей успіх також вивів XC90 на вражаючі позиції найдорожчого експортного продукту Швеції. Загальна вартість річного експорту перевищила 40 мільярдів шведських крон (6,2 мільярда доларів США) в рекордні роки.
В п'ятницю 11 липня 2014 року, з конвеєра на заводі в м.Торсланд (Швеція), покинув останній позашляховик ХС90 першого покоління. Автомобіль з порядковим номером 636 143 відправили на почин в музей Volvo в Гетербурзі. В Китаї оригінальний Volvo XC90 місцевого виробництва продовжить існування під іменем XC Classic (буде продаватися лише на внутрішньому ринку). В січні 2015-го в Швеції почали виробляти нові XC90.

### Фейсліфтинг
У у квітні 2006 року, на автосалоні в Нью-Йорку, компанія Volvo представила оновлений ХС90 (2006—2011), підправивши зовнішність і модернізувавши двигуни. З'явилася версія з двигуном V8.
| |  |  |  |  |
| 2006-2011 Volvo XC90(P28) 3.2 wagon \\----------------------------\\ 2006-2008 Volvo XC90(P28) V8 wagon \\----------------------------\\ 2006 Volvo XC90 V8 engine |  |  |  |  |

У 2011 році вийшла фейсліфтингова ХС90 (2011—2014), їй освіжили зовнішність і залишили 3 модернізованих двигуна — два дизеля і один бензин. Додали нові опції.
|                           |  |
| 2011-2014 Volvo XC90(P28) |  |

### Результати з Краш-Тесту
| Зірки в Euro NCAP з Краш-тесту |

### Технічні характеристики Volvo XC90 (2002—2006)[5]
| Модифікація:     | Початок-закінчення виробництва:                         | Тип двигуна: | Вид палива:  | Об'єм куб. см.: | Кількість клапанів на циліндр: | Потужність к.с.при об.за хв.: | Крутний момент при об.за хв.: | Максимальна швидкість км\год.: | Розгін від 0 — 100 км\год.: | Витрата палива (змішаний цикл, в місті, за містом), л. на 100 км пробігу: | Викиди CO2, г/км.: | Тип приводу:     | Коробка передач, кількість передач: |
| ---------------- | ------------------------------------------------------- | ------------ | ------------ | --------------- | ------------------------------ | ----------------------------- | ----------------------------- | ------------------------------ | --------------------------- | ------------------------------------------------------------------------- | ------------------ | ---------------- | ----------------------------------- |
| Volvo XC90 2.4 D | Травень 2005 — Серпень 2005                             | L5           | Дизель       | 2401            | 4                              | 163/4000                      | 340/1750                      | 185                            | 12                          | 9/11.8/7.4                                                                | 239                | Постійний повний | АКПП, 5                             |
| Volvo XC90 2.5 T | Вересень 2003 — Лютий 2005 Вересень 2003 — Травень 2006 | L5           | Бензин АІ-95 | 2521            | 4                              | 210/5000                      | 320/1500                      | 210                            | 9.9                         | 12/16/9.5                                                                 | 287                | Постійний повний | АКПП, 5                             |
| Volvo XC90 2.5 T | Вересень 2003 — Травень 2006                            | L5           | Бензин АІ-95 | 2521            | 4                              | 210/5000                      | 320/1500                      | 210                            | 9.5                         | 11/15/9.1                                                                 | 273                | Постійний повний | МКПП, 5                             |
| Volvo XC90 D5    | Вересень 2002 — Лютий 2005                              | L5           | Дизель       | 2401            | 4                              | 163/4000                      | 340/1750                      | 185 190                        | 12                          | 9.1/12/7.5 8.3/10/7                                                       | 242                | Постійний повний | АКПП, 5 МКПП, 6                     |
| Volvo XC90 D5    | Лютий 2005 — Травень 2006                               | L5           | Дизель       | 2401            | 4                              | 185/4000                      | 400/2000                      | 195 190                        | 11 12                       | 8,3/10,7/6,9 9/11.9/7.4                                                   | 219 239            | Постійний повний | МКПП, 6 АКПП, 5                     |
| Volvo XC90 T6    | Вересень 2002 — Травень 2006                            | L6           | Бензин АІ-95 | 2922            | 4                              | 272/5100                      | 380/1800                      | 210                            | 9.3                         | 13/18/9.6                                                                 | 309                | Постійний повний | АКПП, 4                             |
| Volvo XC90 V8    | Січень 2005 — Травень 2006                              | V8           | Бензин АІ-95 | 4414            | 4                              | 315/5850                      | 440/3900                      | 210                            | 7.3                         | 14/20/9.8                                                                 | 322                | Постійний повний | АКПП, 6                             |

### Технічні характеристики Volvo XC90 (2006—2011)[6]
| Модифікація:    | Початок-закінчення виробництва: | Тип двигуна: | Вид палива:  | Об'єм куб. см.: | Кількість клапанів на циліндр: | Потужність к.с.при об.за хв.: | Крутний момент при об.за хв.: | Максимальна швидкість км\год.: | Розгін від 0 — 100 км\год.: | Витрата палива (змішаний цикл, в місті, за містом), л. на 100 км пробігу: | Викиди CO2, г/км.: | Тип приводу:     | Коробка передач, кількість передач: |
| --------------- | ------------------------------- | ------------ | ------------ | --------------- | ------------------------------ | ----------------------------- | ----------------------------- | ------------------------------ | --------------------------- | ------------------------------------------------------------------------- | ------------------ | ---------------- | ----------------------------------- |
| Volvo XC90 2.5T | Травень 2006 — Листопад 2006    | L5           | Бензин АІ-95 | 2521            | 4                              | 210/5000                      | 320/1500                      | 210                            | 9.5 9.9                     | 11.2/15/8.9 11.8/16/9.3                                                   | 269 282            | Постійний повний | МКПП, 6 АКПП, 5                     |
| Volvo XC90 3.2  | Травень 2006 — Лютий 2011       | L6           | Бензин АІ-95 | 3192            | 4                              | 238/6200                      | 320/3200                      | 210                            | 9.5                         | 11.8/16.8/8.9                                                             | 281                | Постійний повний | АКПП, 6                             |
| Volvo XC90 3.2  | Січень 2010 — Січень 2011       | L6           | Бензин АІ-95 | 3192            | 4                              | 243/6400                      | 320/3200                      | 210                            | 9.5                         | 11.5/16.1/8.9                                                             | 269                | Постійний повний | АКПП, 6                             |
| Volvo XC90 D3   | Січень 2010 — Січень 2011       | L5           | Дизель       | 2401            | 4                              | 163/4000                      | 340/1750                      | 190                            | 11.8                        | 8.5/11.1/7                                                                | 224                | Постійний повний | АКПП, 5                             |
| Volvo XC90 D5   | Травень 2006 — Січень 2011      | L5           | Дизель       | 2401            | 4                              | 185/4000                      | 400/2000                      | 195 190                        | 11 12                       | 8.3/10.7/6.9 8.5/11.1/7                                                   | 219 239            | Постійний повний | МКПП, 6 АКПП, 5                     |
| Volvo XC90 V8   | Травень 2006 — Січень 2011      | V8           | Бензин АІ-95 | 4414            | 4                              | 315/5850                      | 440/3900                      | 210                            | 7.3                         | 13.5/20/9.8                                                               | 322                | Постійний повний | АКПП, 6                             |

### Технічні характеристики Volvo XC90 (2011—2014)[7]
| Модифікація:   | Початок-закінчення виробництва: | Тип двигуна: | Вид палива:  | Об'єм куб. см.: | Кількість клапанів на циліндр: | Потужність к.с.при об.за хв.: | Крутний момент при об.за хв.: | Максимальна швидкість км\год.: | Розгін від 0 — 100 км\год.: | Витрата палива (змішаний цикл, в місті, за містом), л. на 100 км пробігу: | Викиди CO2, г/км.: | Тип приводу:     | Коробка передач, кількість передач: |
| -------------- | ------------------------------- | ------------ | ------------ | --------------- | ------------------------------ | ----------------------------- | ----------------------------- | ------------------------------ | --------------------------- | ------------------------------------------------------------------------- | ------------------ | ---------------- | ----------------------------------- |
| Volvo XC90 3.2 | Січень 2011 — Січень 2014       | L6           | Бензин АІ-95 | 3192            | 4                              | 243/6400                      | 320/3200                      | 210                            | 9.5                         | 11.5/16.1/8.9                                                             | 269                | Постійний повний | АКПП, 6                             |
| Volvo XC90 D3  | Січень 2011 — Січень 2014       | L5           | Дизель       | 2401            | 4                              | 163/4000                      | 340/1750                      | 190                            | 11.8                        | 8.2/10.7/6.8                                                              | 216                | Постійний повний | АКПП, 6                             |
| Volvo XC90 D5  | Січень 2011 — Січень 2014       | L5           | Дизель       | 2401            | 4                              | 200/3900                      | 420/1900                      | 205                            | 10.3                        | 8.3/11/6.8                                                                | 219                | Постійний повний | АКПП, 6                             |

### Варіанти кольорів кузова
| Black Sapphire Metallic | Black Stone | Caper Green Pearl | Electric Silver Metallic | Ember Black Pearl | Ice White | Magic Blue Pearl | Oyster Grey Pearl | Passion Red Solid | Ruby Red Pearl | Savile Grey Pearl | Shadow Blue Metallic | Shimmer Gold Pearl | Silver Metallic | Titanium Grey Pearl | White Pearl Executive |

| Інформація взята з автомобільного порталу infocar.ua |

## Друге покоління (з 2015)
|                                                     |
| Презентація Volvo XC90 II в Швеції (26 серпня 2014) |

|                                                     |
| Презентація Volvo XC90 II в Швеції (26 серпня 2014) |

Volvo XC90 — позашляховик класу «К2». Презентація повністю нового Volvo XC90 II, відбулась в Швеції 26 серпня 2014 року, а світова прем'єра моделі відбулася в рамках Паризького автосалону на початку жовтня того ж року.
Вперше компанія Volvo запустила програму купівлі авто через інтернет на Volvo XC90 і перша партія з 1 927 автомобілів (на честь року заснування фірми) отримала ексклюзивне виконання First Edition. Такі версії доступні лише з топовими двигунами D5 і T6, в багатій комплектації Inscription, дорогою обробкою салону і накладками на порогах з індивідуальним номером автомобіля. Всю партію розкупили всього за 47 годин.
В основу позашляховика лягла нова модульна платформа SPA (Scalable Product Architecture), завдяки якій авто скинуло 125 кг (базова п'ятимісна версія важить 1945 кг), попри те, що авто стало габаритніше за свого попередника.
Дизайн моделі виконаний у новому фірмовому стилі компанії, розробленого Томасом Інгенлатом і обкатаному на представлених раніше декількох концептах. Чисті лінії боковин, решітка радіатора, T-подібні вставки в головній оптиці, які отримали назву «Молот Тора» та оновлена емблема, пізніше перекочують на інші моделі від виробника.
Габаритна довжина збільшилась до +127 мм, колісна база додала +143 мм, ширина до +73 мм, висота зменшилась до -9 мм. Кліренс у звичайному стані складає 237 мм, а за наявності пневматичної підвіски його можна збільшити до 267 мм.
Кліренс у 267 мм, доступний лише при швидкостях до 30 км\год. Для полегшення завантаження/розвантаження автомобіль можна опустити на 50 міліметрів. Об'єм багажника заявлений на рівні 1899 л, з урахуванням контейнера в підпіллі.
Наприкінці травня 2014-го шведи розсекретили інтер'єр нового позашляховика, який став самим розкішним за всю історію марки. В обробці використані натуральні шкіра і дерево, а селектор коробки передач в топової гібридної модифікації зроблений вручну з кришталю від компанії Orrefors.
Центральна консоль на новому Volvo ХС90 ІІ, практично позбавлена кнопок. Управління всіма функціями винесено на великій 9,5-дюймовий кольоровий сенсорний екран з інтерфейсом Sensus, що підтримує голосові команди, а також інтеграцію зі смартфонами Apple і на базі ОС Android. Панель приладів виконана повністю електронною.
Для позашляховика розробили нові ергономічні крісла з більш тонкими спинками, що дозволило збільшити вільний простір для ніг пасажирів. На другому ряду встановлені три роздільних крісла з можливістю регулювання нахилу спинки, а третій ряд (опціональний) готовий прийняти людей з ростом до 170 см.
Передні крісла Comfort', що входять в базове оснащення Volvo XC 90' 2015, мають регулювання боковин, довжини подушки і поперекового підпору, а за доплату їх можна оснастити функціями вентиляції та масажу. У стандартне оснащення входять також чотирьохзонний клімат-контроль, проекційний дисплей на лобовому склі і система кругового огляду.
Аудіосистему для автомобіля розробила британська фірма Bowers & Wilkins. Вона доступна в трьох варіантах: базовому з шістьма колонками і підсилювачем потужністю 52 Ват, проміжному з 12 динаміками і 224-ватним підсилювачем, а також топовим — з 12-канальним підсилювачем HARMAN потужністю 1400 Ват, комбінацією з 19 динаміків і інтегрованим в структуру кузова сабвуфером з повітряним охолодженням.

### Фейсліфтинг 2019
|                           |
| Volvo XC90 II (2019-2024) |

У 2019 році розробники Volvo оновили модель XC90. Позашляховик отримав сучасніший екстер'єр з новим дизайном радіаторної решітки. Зміни торкнулися салону. Чотирьхмісний варіант  XC90 знято з виробництва. Натомість додано нову компоновку - з капітанськими кріслами для шести пасажирів. У 2023 році XC90 отримав нову систему мультимедіа на основі Google.

### Фейсліфтинг 2024
|                        |
| Volvo XC90 II (з 2024) |

У вересні 2024 року, для 2025 модельного року, XC90 отримав другий рестайлінг. Зміни включають перероблену передню панель з новими фарами та дизайном решітки радіатора, змінений передній бампер, оновлену графіку світлодіодних задніх ліхтарів, нову інформаційно-розважальну систему з 11,2-дюймовим сенсорним екраном, збільшені внутрішні місця для зберігання речей зі зміненою бездротовою зарядною панеллю, панель приладів має перероблені вентиляційні отвори та декоративні матеріали, виготовлені з перероблених матеріалів, а також підвищену звукоізоляцію.

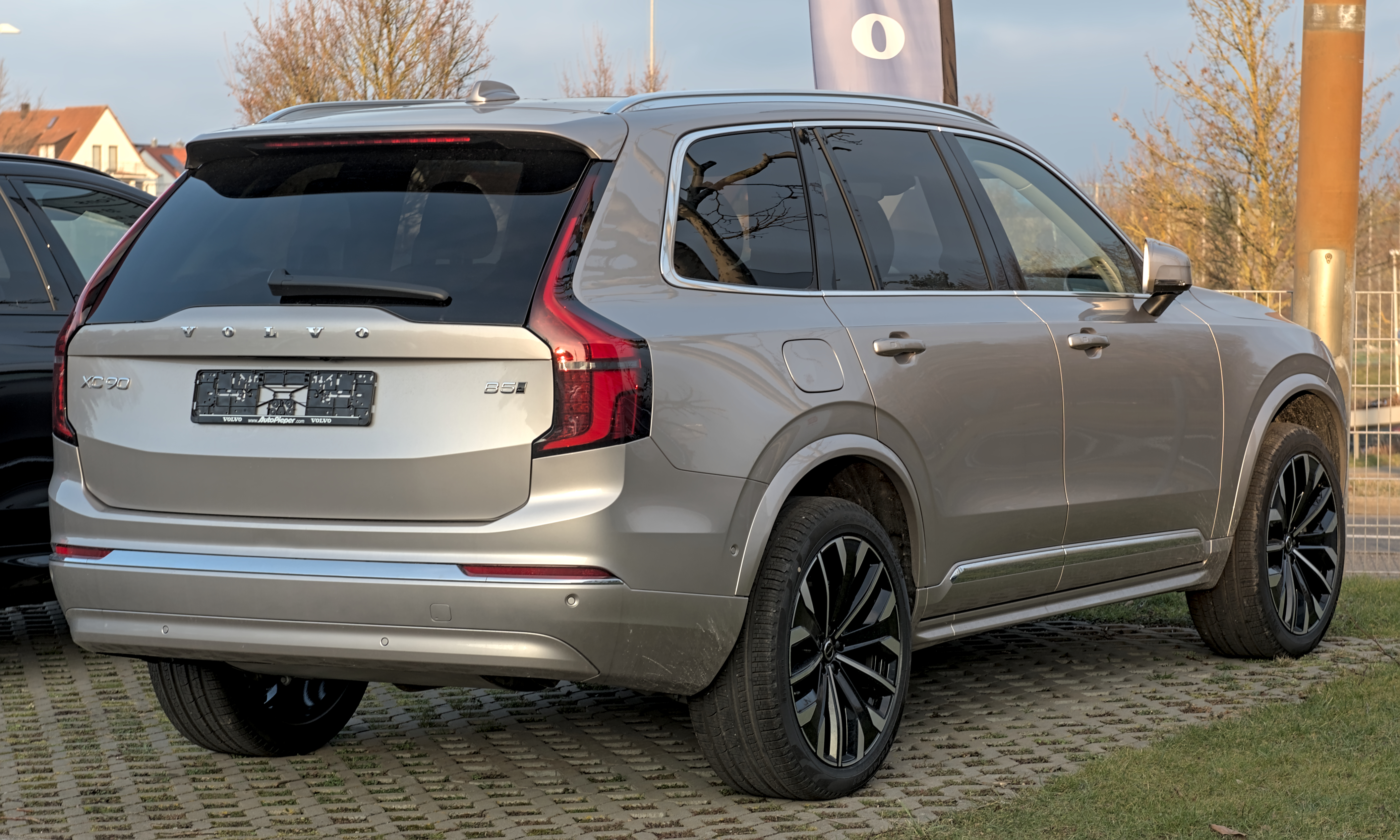
Вид ззаду
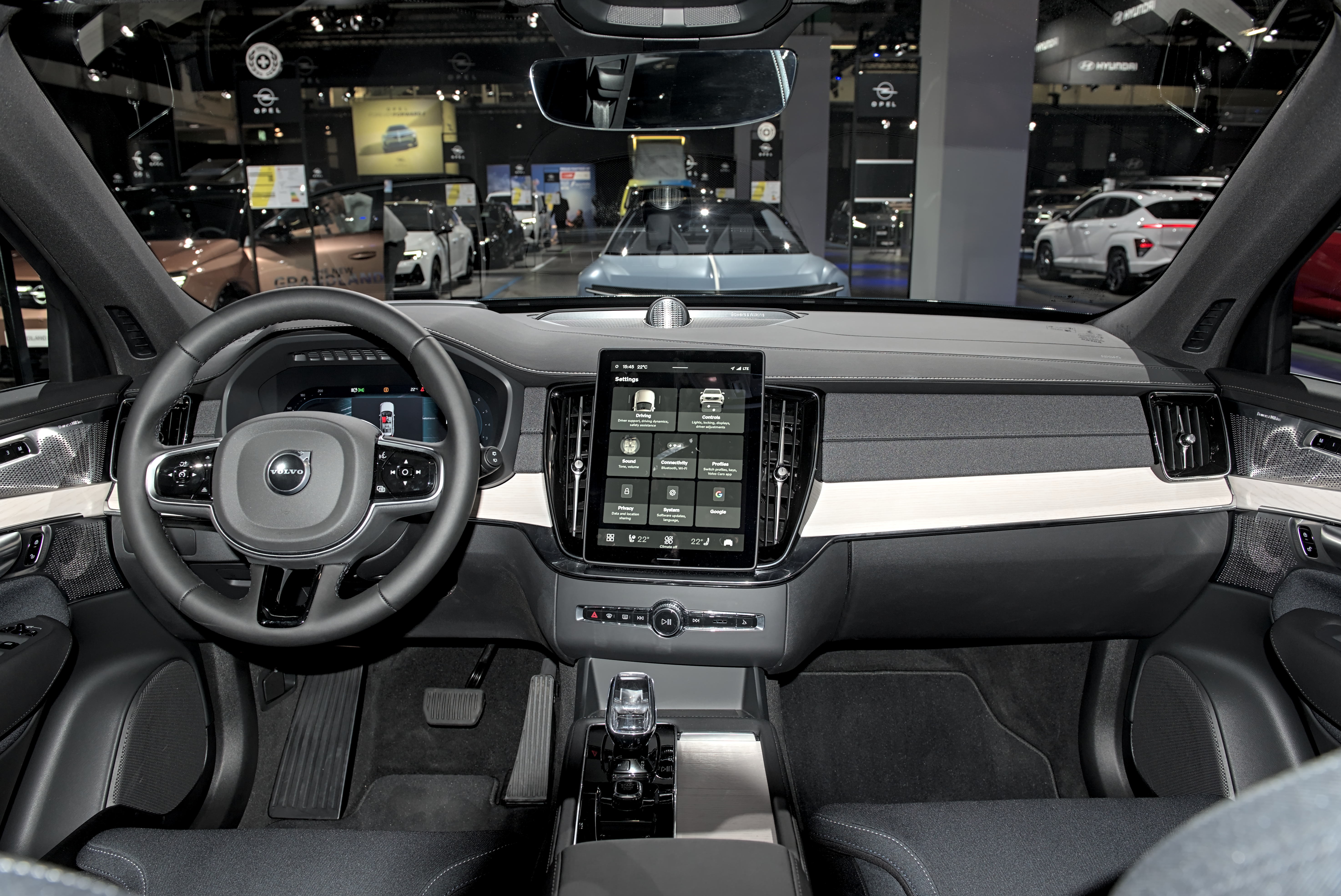
Інтер'єр

### Особливості й деталі Volvo XC90
- Система моніторингу тиску в шинах

Якщо автомобіль рухаєтеся на швидкості 30 км/год або більше і тиск у якій-небудь шині знизиться нижче допустимого, система (TPMS) відразу ж інформує про це водія. Ця система пропонується для всіх варіантів, окрім R-Design.
- Світлодіодні фари Volvo Full-LED Active Beam

Нова світлодіодна технологія дозволяє отримати широкий і довгий світловий пучок удвічі більший, ніж у звичайних галогенових фар. Вона дозволяє також «заглядати за кут» вночі, оскільки на повороті світловий промінь може відхилятися в бік повороту керма на кут до 30º. Крім того, ця система позбавляє водія від необхідності перемикатися уручну між ближнім і дальнім світлом. Нова система постійно тримає включеним дальнє світло. При наближенні зустрічного автомобіля система затінює точно ту частину променя фар, яку необхідно затінити, щоб не засліпити зустрічного водія — не більш, але й не менше. Однак при цьому світлодіодні фари все-таки будуть висвітлювати дальнім світлом ділянку дороги по обидві сторони іншого автомобіля. Це ж стосується і автомобілів, що рухаються попереду попутним курсом. Система може розпізнавати пішоходів і велосипедистів та запобігати їх осліплення. Загалом вона здатна контролювати одночасно до десяти об'єктів. Завдяки інтелектуальному принципом роботи система вимикає дальнє світло, коли ви в'їжджаєте в місто, але не вимикає, якщо ви проїжджаєте повз підсвічується вивіски — наприклад, АЗС або супермаркету. У денний час окремі молото-подібні світлодіоди виконують роль не тільки денних ходових вогнів, але і покажчиків повороту (тоді вони починають блимати помаранчевим світлом). А коли для освітлення потрібно ближнє світло, він автоматично вмикається за допомогою сутінкового датчика. Світлодіодні лампи споживають дуже мало енергії і служать протягом усього терміну служби автомобіля, не втрачаючи яскравості, що забезпечує деяку економію палива і зниження експлуатаційних витрат.
- Внутрішні і зовнішні дзеркала заднього виду з автоматичним затемненням

Великі бічні дзеркала заднього огляду автомобілів Volvo мають тоноване скло з автоматичним затемненням, що зменшують засвічення від фар рухомих ззаду автомобілів. Дзеркала оснащені вбудованими датчиками, які контролюють умови освітленості і реагують на світло від фар інших автомобілів. При появі засліплюючого світла внутрішні та зовнішні дзеркала заднього виду затемняются рівно настільки, наскільки це необхідно. Як тільки джерело засліплюючого світла пропадає, дзеркала автоматично повертаються в початковий стан.
- Адаптивні стоп-сигнали

Система адаптивних стоп-сигналів, яка включається на швидкості понад 50 км/год і вміє відрізняти звичайне гальмування від екстреного. У разі екстреної зупинки стоп-сигнали блимають з частотою чотири рази на секунду, ясно повідомляючи наступним водіям про те, що попереду виникла проблема. Після того як ваша швидкість впаде нижче 10 км/год, стоп-сигнали перестають блимати і вмикаються аварійні вогні.
- Технологія запобігання зіткнень City Safety

Інноваційна і найвищою мірою ефективна система City Safety постійно сканує ділянку дороги, розташований попереду, за допомогою радара і відеокамери. Система використовує звукові та візуальні сигнали, що попереджають водія про можливу небезпеку, задіє режим автоматичного повного гальмування при відсутності дій з боку водія і значному скороченні дистанції з попереду рухаючимся транспортом. Вона автоматично знижує швидкість перед входженням у поворот і регулює натяг ременів безпеки в тих випадках, коли аналіз дорожньої ситуації дозволяє системі припустити високий ризик зіткнення. Система працює за будь-яких дорожніх і погодних умовах, а також при різних рівнях освітленості дороги.
- Функція попередження про виїзд з займаної смуги руху (LDW)

Функція попередження про звільнення з займаної смуги руху ґрунтується на роботі камери, яка стежить за знаками дорожньої розмітки. І якщо автомобіль рухаєтеся зі швидкістю вище 65 км/год і перетнув розмітку без попереднього ввімкнення покажчиків повороту, система попередить водія вібрацією рульового колеса і звуковим сигналом. Але якщо перетин смуги був «санкціонованим», з увімкненням поворотників, система не потурбує водія.
- Інформація про дорожні знаки (RSI)

Вбудована фронтальна камера виявляє найважливіші дорожні знаки, які водій тепер не пропустите ні за яких обставин. «Обгін заборонено», «В'їзд заборонено», знаки обмеження швидкості та багато інших більше не будуть залишатися для водія непомітними навіть при поганій видимості: при виявленні знака система передасть його зображення на дисплей вітрового скла або спідометр, а також (при налаштуванні даної функції) попереджатиме водія триразовим миготінням про який-небудь знак.
- Моніторинг поведінки водія

Система моніторингу поведінки водія (DAC), контролюватиме стан водія при русі зі швидкістю більше 65 км/год і своєчасно попереджати звуковим сигналом про необхідність відпочити. Система заснована на роботі спеціальної камери, спрямованої вперед, і аналітичної системи DAC, яка «пам'ятає» звичайну модель поведінки водія на дорозі і стежить за рухами рульового колеса. При перших ознаках хаотичності або сповільненості рухів система починає подавати попереджувальні сигнали.
- Electronic Stability Control

ESC (електронна система динамічної стабілізації) відстежує та аналізує різні параметри руху, включаючи напрямок руху, швидкість обертання коліс, кут повороту рульового колеса та ін., і на підставі отриманих даних оцінює ймовірність заносу. Дії, які робить система щодо запобігання критичної ситуації, з повним правом відносять її до інтелектуальних розробок: ESC автоматично знижує оберти двигуна і пригальмовує колеса, які відповідають на даний момент за стійкість автомобіля. Так само ефективно система використовує функцію EDC (Engine Drag Control), яка попереджає блокування коліс при перемиканні на знижену передачу або гальмуванні і не допускає пробуксовки. Передова система стабілізації (ASC) відстежує зсув кузова щодо поздовжньої осі і бічне прискорення, а також підвищує стійкість автомобіля на дорозі при необхідності різкого повороту. Ще одна система стабілізації — система Torque Vectoring, що розподіляє крутний момент. За рахунок пригальмовування внутрішнього ведучого колеса, що втрачає зчеплення з дорожнім покриттям, і посилення навантаження на зовнішнє провідне колесо ця система дозволяє з легкістю здійснювати маневри при складних поворотах з обмеженим рухом рульового колеса. Логіка управління при недостатньому повороті керма (UCL) також призначена для компенсації «обмежених» поворотів, стабілізації та безпечного проходження складних ділянок дороги. Але навіть така посилена безпека допускає певну частку екстриму: спортивний режим ESC дозволяє знижувати потужність двигуна і використовувати контрольований замет коліс задньої осі. До тих пір, поки датчики та аналітична система «бачать», що водій справляєтеся з автомобілем. Але при найменшому відхиленні в бік ризику ESC переходить в стандартний режим роботи.
- Автоматичне гальмування після зіткнення

При зіткненні з іншими учасниками дорожнього руху (автомобілями, пішоходами) Volvo автоматично включає режим гальмування, як тільки на датчики надходить сигнал від подушок безпеки або преднатягувачів ременів безпеки. Це дозволяє звести до мінімуму можливі травми.
- Система запобігання перекидання

Вбудований датчик-гіроскоп постійно відстежує кут нахилу кузова та аналізує ймовірність перевороту автомобіля. Якщо така небезпека існує, система RSI автоматично пригальмовує одне або кілька коліс для того, щоб правильно розподілити вплив на кузов відцентрової сили і відновити правильне положення автомобіля на дорозі.
- Система попередження про наїзді ззаду

Система RCW (Rear Collision Warning) працює за принципом радара, який визначає ймовірність наїзду ззаду. RCW розраховує швидкість і напрямок автомобіля, наступного за вами, і при небезпеці зіткнення попереджає водія цієї машини частими миготливими сигналами аварійних фар. При неможливості уникнути зіткнення система самостійно натягує всі ремені безпеки безпосередньо перед наїздом ззаду, щоб утримати пасажирів і водія на місці і звести до мінімуму ймовірність травм. Якщо ж наїзд ззаду загрожує вашому автомобілю, коли він стоїть на місці, RCW переходить у режим повного гальмування, знижуючи таким способом навантаження на людей, що перебувають у салоні на момент зіткнення.
- Система попередження про рух транспорту в перетинаючому напрямку

Система попередження про рух транспорту в перетинаючому напрямку (CTA) використовує задні радіолокаційні датчики. У разі небезпеки подається застережливий звуковий сигнал з лівого або правого заднього динаміка, і з'являється візуальне попередження на центральному дисплеї. Попередження СТА про появу позаду транспортних засобів, пішоходів і велосипедистів особливо корисні в тісних і переповнених місцях, де бічний огляд може бути обмежений.
- Система моніторингу «мертвих» зон BLIS (Blind Spot Information System)

Задня частина кузова оснащена вбудованими датчиками радара, які сканують зону, що перебуває позаду автомобіля. Площа охоплення досить велика для того, щоб при будь-якій освітленості й погодних умовах попередити водія про наявність у «мертвій» зоні якого-небудь транспортного засобу або його швидкому наближенні до вас. Сигнал про потенційну небезпеку надходить на ширококутні дверні дзеркала у вигляді миготіння лампочок. На підставі такого своєчасного оповіщення ви зможете ухвалити рішення про можливість перенаправитися в інший ряд або необхідності пропустити наступний за вами автомобіль. Система приводиться в активність при русі автомобіля зі швидкістю вище 10 км/год.
- Адаптивний круїз-контроль (ACC)

Система працює при русі на швидкості до 200 км/год і дозволяє водію отримати набагато більше задоволення від поїздки. Задайте системі параметри щодо бажаної швидкості й мінімального часу відставання від транспорту, що рухається попереду вас, а все інше ACC зробить сама. При виявленні попереду автомобіля, швидкість руху якого нижче вашої, система автоматично знижує швидкість, щоб відповідати заданим вами параметрам, а при зникненні «перешкоди» система відновлює швидкісний режим. На швидкості, що не перевищує 70 км/год, ACC дозволить полегшити маневр при обгоні: просто увімкніть покажчик повороту і система адаптивного круїз-контролю активує прискорення, яке зробить обгін максимально ефективним і безпечним. Перехід системи в режим традиційного круїз-контролю можливий у будь-який зручний для водія момент.
- Посилений салон

Конструкція автомобіля включає в себе не тільки розрахунок креслень згідно із законами фізики, які забезпечили контрольований і прогнозований розподіл навантажень при ударі. Ще один фактор — використання самого міцного сплаву у світі, бористої сталі, дозволило створити настільки безпечний і захищений салон, наскільки це в принципі можливо. При фронтальному або задньому зіткненні відповідні зони деформації поглинають силу удару і розподіляють її таким чином, щоб кінетична енергія була поглинена кузовом і не досягала салону. Таким же чином діє система SIPS при бічних ударах. Навіть великий панорамний дах не стане загрозою для водія і пасажирів при перекиданні автомобіля — унікальна розробка конструкторів Volvo захистити салон на випадок таких ДТП. Розблокування дверей при аварії відбувається автоматично — відкриття дверей зовні або зсередини не представляє складності.
- Система захисту від бокового удару SIPS

Конструкція кузова посилена рамами передніх сидінь, що дозволяє відвести силу удару від пасажирів і водія, перерозподіливши її на інші зони кузова. Крім того, система SIPS не допускає проникнення в пасажирський відсік будь-яких предметів, здатних травмувати людей або викликати загрозу для життя. Застосування в конструкції кузова надтвердих і більш м'яких сплавів (захист від удару і його амортизація), одночасна взаємодія системи SIPS з надувною завісою і подушками безпеки (фронтальними і бічними) доводять систему безпеки автомобіля до досконалості.
- Складана рульова колонка

Лобове зіткнення активізує механізм, що змушує рульову колонку скластися в її верхній і нижній частині, щоб не допустити травмування водія.
- Система захисту від плітьових травм (WHISP)

В рамках програми Intellisafe компанія Volvo розробила систему WHISP, що забезпечує плавне зміщення водійського і пасажирського сидінь при задньому ударі. При цьому підголовник залишається на місці, продовжуючи підтримувати шию — найбільш уразливу ділянку при задньому зіткненні.
- Volvo On Call

Інтелектуальний додаток для смартфона Volvo On Call дозволяє контролювати і перевіряти стан вашого автомобіля навіть у тих випадках, коли його немає в полі зору. Додаток дає можливість відкривати і закривати двері, оцінювати і контролювати витрату палива, заповнювати спеціальний «щоденник» сервісного облуговування. Крім того, водій може дізнаватися місце розташування автомобіля і завантажувати потрібну адресу в систему навігації, дистанційно активувати систему прогріву двигуна і салону (якщо у авто передбачена функція прогрівання), а також запускати кондиціонер. Крім цього, інтелектуальна система дозволяє трансформувати автомобіль в точку доступу Wi-Fi, яка «обслужить» всі ваші мобільні пристрої, що підключаються до мережі Інтернет. А можливість зв'язатися з аварійними службами за допомогою однієї кнопки стане вагомою підмогою в далеких поїздках, коли важливо знати, що при критичній ситуації ваше місце розташування швидко визначать і забезпечать необхідною допомогою. При значних аваріях, коли система безпеки автомобіля активувала подушки безпеки, додаток автоматично розішле відповідний сигнал аварійним службам. Навіть викрадення машини — практично безнадійна справа з цим додатком. Крім того, що Volvo In Call негайно повідомить водія про спробу злому автомобіля, додаток виявить місцезнаходження авто по супутниковому сигналу, якщо спроба викрадача все ж увінчалася успіхом.
- Інтегровані дитячі сидіння

Додаткова дитяча подушка розташована на тій висоті, яка гарантує ефективне і правильне спрацьовування ременя безпеки в разі потреби. Конструкція обмежувача натягування ременя скоригована таким чином, щоб знизити вплив на грудну клітку і хребет дитини при фронтальному зіткненні або бічному ударі. Після використання дитяча подушка може бути захована в подушку основного сидіння, а в семимісній версії дитяче сидіння може бути присунути ближче до дорослих, що сидить спереду.
- Без-ключовий запуск

Якщо пульт дистанційного керування знаходиться в салоні автомобіля, просто натисніть кнопку, поверніть ручку запуску на панелі і одночасно натисніть педаль гальма — двигун Volvo запрацює.
- Без-ключове замикання і відмикання

За наявності пульту дистанційного керування у кишені водія, при наближенні до автомобіля, можна просто потягнути за ручку дверей. Готово: автомобіль у розпорядженні водія. Таким же чином можна замкнути автомобіль на парковці: натиснувши кнопку, розташовану на ручці дверей. Крім традиційного пульта дистанційного керування, ця система безпеки передбачає наявність мініатюрного водонепроникного брелока-пульта.
- Відкривання і закривання задніх дверей без допомоги рук

Багажне відділення Volvo відкриється за допомогою «розумного» електроприводу задніх дверей, пов'язаного з датчиком, встановленим у задньому бампері. Потрібно зробити ногою хвилеподібний рух в «полі зору» датчика (під бампером), і двері самостійно відкриються або закриються.
- Освітлення при посадці і підсвічування шляху до дому

Підходячи до автомобіля в умовах недостатнього освітлення, наприклад вночі, і розблокувавши його за допомогою пульта дистанційного керування, водію на 30 секунд забезпечується оптимальне освітлення — стоянкові ліхтарі, підсвічування тротуару, задні ліхтарі і світло в салоні. При відкритих дверях система посадкового освітлення працює до 2 хвилин і активується підрульовими перемикачами, який вмикає ближнє світло.
- Третій ряд сидінь

В семимісній версії є третій ряд сидінь, що дозволяє з комфортом розмістити до шести пасажирів, якщо виникне така необхідність. Два окремі сидіння в третьому ряду сконструйовані так, щоб забезпечувати максимальний для цього класу автомобілів комфорт двом пасажирам ростом до 170 см. Пасажирам, що сидять в третьому ряду, цілком достатньо місця і для ніг, і для голови. Сидіння в третьому ряду встановлені поруч симетрично по центру. Ця зона може бути також оснащена власним кондиціонером з регульованими дефлекторами. Для полегшення посадки і висадки пасажира третього ряду, можна, використовуючи ручку на верхній частині спинки бокового сидіння другого ряду, відкинути його спинку вперед і зрушити вперед саме сидіння. А якщо третій ряд сидінь не потрібен чи потрібно звільнити додатковий простір для багажу і спорядження, кожне з цих сидінь легко забирається в підлогу багажного відсіку.
- Передні сидіння з електричним регулюванням

Кожного разу, коли водій дистанційно активує центральний замок, сидіння і бічні дзеркала будуть автоматично відрегульовані відповідно до уподобань власника (до кожного автомобіля Volvo додаються два брелока дистанційного радіоуправління, і ще до десяти брелоків можна замовити додатково). Кожен пульт дистанційного керування активує відповідну установку, збережену при його останньому використанні. Крім того, за допомогою кнопок пам'яті, розташованих на внутрішніх панелях передніх дверей, можна заносити в пам'ять налаштування для трьох різних сидінь і дверних дзеркал заднього виду. Залежно від рівня комплектації вашого сидіння, можна запам'ятовувати також налаштування для поперекової опори, подовжувача подушки сидіння і бічних валиків спинки. Положення подушки і спинки сидінь водія і переднього пасажира легко регулюються за допомогою інтуїтивних елементів управління, що знаходяться на зовнішній стороні подушки сидіння. Є багатопозиційний регулятор для регулювання положення поперекової опори по декількох напрямках. У варіантах з більш високим рівнем комплектації його можна використовувати для регулювання бічних опор спинки сидіння, подовжувача подушки сидіння і функції масажу.
- Вентиляція передніх сидінь

Система з вбудованими вентиляторами пропускає повітря через перфоровану оббивку подушок і спинок сидінь. Передбачено три рівня вентиляції передніх сидінь. Вентиляція передніх крісел доступна для сидінь Comfort.
- Чотирьохзонна кліматична система

Функція автоматичного вентилятора має п'ять різних рівнів, що дозволяє забезпечити максимальний кліматичний комфорт кожному пасажиру. Роздільно регульовані вентиляційні отвори в стійках даху гарантують пасажирам на другому і третьому ряду сидінь такий же кліматичний комфорт, який забезпечується водієві і передньому пасажирові. Незалежно від того, сидить пасажир на першому або на другому ряду, можна легко змінювати кліматичні параметри в салоні за допомогою інтуїтивно зрозумілих елементів управління на сенсорному екрані — вбудованому центральному сенсорному екрані або сенсорної панелі управління на задній частині консолі тунелю. Завдяки ефективному фільтру повітря, що надходить в салон, очищається від пилу, пилку та інших частинок. Крім того, система Interior Air Quality System безперервно відстежує якість повітря, що надходить в салон. Як тільки вона виявляє шкідливі речовини (наприклад, монооксид вуглецю, вуглеводні або діоксид азоту), вона на час повністю відключає подачу повітря в салон і запускає рециркуляцію повітря всередині салону. Фільтр з активованим вугіллям ефективно видаляє шкідливі речовини з вихлопних газів транспортного засобу, в тому числі і тверді частинки з вихлопних газів дизелів. У чотирьохзонній кліматичній системі передбачено, зокрема, охолодження ящика рукавички від системи кондиціонування повітря, так що його можна використовувати для зберігання напоїв і продуктів, чутливих до тепла, в холоді і свіжості. Щоб в жарку погоду забезпечити максимальний кліматичний комфорт пасажирам третього ряду, можна встановити окремий кондиціонер для цієї зони.
- Лобове скло з підігрівом

Завдяки вітровому склу з підігрівом, водію достатньо натиснути всього одну кнопку. Відразу ж після цього починається відтавання вітрового скла, заднього скла і бічних вікон.
- Рульове колесо з підігрівом

Натиснувши кнопку підігріву керма, воно швидко розігріється до оптимальної температури.
- Панорамний дах

Скляний панорамний дах не відкривається, про те для вентиляції її передню секцію можна відкрити натисканням кнопки або зрушити її на задню частину, а можна нахилити задню частину. Наявність вітрового дефлектора бічних ущільнень практично повністю виключає задування вітру. Підтримання кліматичного комфорту в сонячні дні забезпечується сонцезахисної шторкою з електроприводом з перфорованої тканини, що зменшує вплив сонячного тепла і світла та дозволяє підтримувати в салоні відчуття свіжості. Якщо автомобіль припаркований і заблокований, то для забезпечення більш комфортної посадки в автомобіль в сонячні дні, сонце-захисна шторка автоматично закривається, як тільки температура зовнішнього повітря сягає 25°C. Сильно тоноване ламіноване скло додатково підвищує комфортність клімату і захищеність. Воно також затримує УФ-промені. Якщо при парковці водій забув закрити панорамний дах, це можна зробити пізніше ззовні за допомогою пульта ДУ.
- Система паралельної парковки

При натисканні кнопки система паралельної парковки (PAP), сканує місце для парковки за допомогою ультразвукових датчиків. Якщо місце на стоянці досить просторе (не менше 1,2 довжини автомобіля при паралельній парковці), система попереджає водія про це. Потім потрібно дотримуватися інструкцій на інформаційному дисплеї. Водій контролює швидкість і напрямок руху, а система паралельної парковки (PAP) сама керує автомобілем, забезпечуючи точну парковку. Вона також може допомогти водію при виїзді з обмеженого простору паралельної парковки. У систему паралельної парковки (PAP) входять датчики переднього і заднього паркувального радара, які допомагають водію при маневруванні в обмежених просторах. Центральний дисплей схематично показує вигляд автомобіля зверху і відстань до виявлених перешкод.
- Дисплей на вітровому склі

Найбільш важлива для водія інформація виводиться через дисплей на вітровому склі, причому водій сприймає її так, ніби вона виникає в повітрі на відстані приблизно 2 м перед автомобілем. Яскравість дисплея на вітровому склі автоматично адаптується до умов освітленості; крім того, цю систему можна налаштувати у відповідності зі своїми особистими уподобаннями.
- Volvo Sensus Connect

Sensus Connect дозволить водію з'єднатися з навколишнім цифровим світом. Інтелектуальні інтерфейси водія, такі як 8-дюймовий цифровий дисплей водія, 9-дюймовий центральний дисплей з сенсорним екраном, кнопки на рульовому колесі, голосове керування і додатковий дисплей на вітровому склі, забезпечують водію інтуїтивну взаємодію і повний контроль над всіма функціями без відволікання уваги від дороги. Зі свого смартфона водій отримує миттєвий доступ до інтернет-картками і безлічі зручних додатків, вбудованих в систему автомобіля; наприклад, водій може слухати інтернет-радіо, аудіокниги, потокову музику, заходити в Facebook і переглядати вебсторінки. Автомобіль може забронювати чергове техобслуговування, якщо підійшов час. Автомобіль технологічно готовий до підключення очікуваних нових мережевих і хмарних інформаційно-розважальних функцій. Ваш смартфон підключається по бездротовому каналу Bluetooth, і водій може насолоджуватися потоковим аудіо за допомогою аудіосистеми High Performance, яка входить до Sensus Connect. Можна також підключати мультимедійні пристрої фізично, використовуючи входи AUX і USB. Додавання Sensus Navigation забезпечить підключення навігаційних функцій і безлічі зручних навігаційних і паркувальних додатків. За допомогою Volvo On Call можна створити стабільну точку доступу Wi-Fi, що використовує антену на даху автомобіля. Крім того, можна доповнити свою систему Sensus Connect 12,3-дюймовим дисплеєм водія, радіо DAB+, HD-радіо і супутниковим радіо Sirius, цифровим ТБ і додатковим входом USB.
- Apple CarPlay

При роботі з Apple CarPlay на центральному дисплеї автомобіля відображається дисплей вашого iPhone (версії 5 або пізнішої) з деякими його кнопками і додатками. Знайома компоновка інтерфейсу Apple IOS дозволяє легко керувати функціями, наприклад, телефону або музичними функціями з сенсорного екрану центрального дисплея, або за допомогою голосових команд Siri. За допомогою голосових команд Siri можна також приймати текстові повідомлення і відповідати на них.
- Камера з оглядом 360°

Камера з оглядом 360° дозволяє бачити зону навколо автомобіля зверху. Зображення з високою роздільною здатністю виводиться на центральний дисплей і надає велику допомогу, наприклад, при маневруванні або русі заднім ходом в обмежених просторах з поганою видимістю, тому що воно дозволяє вам бачити навіть те, що відбувається за рогом, з боковим оглядом на 180°, спереду або позаду автомобіля. Ця система використовує чотири прихованих камери: дві в дверних дзеркалах заднього виду, одне в передній і одне в задній частині автомобіля. Доторкнувшись до значка однієї з камер на сенсорному екрані центрального дисплея, водій побачить зображення саме з цієї камери. Задню камеру можна перемкнути в режим подання збільшеного зображення зони поблизу автомобіля.
- Регульована висота задньої частини

Для зручності навантаження і розвантаження у позашляховику Volvo передбачена можливість використання опції системи пневматичної підвіски, яка дозволяє опустити задню частину автомобіля на 5 см. Досить натиснути кнопку всередині багажного відділення.
- Пневматична підвіска і підвіска Four-C

У цій технології замість традиційних пружин використовуються окремі пневматичні камери-опори для кожного колеса. Кожна повітряна камера при цьому постійно адаптується до умов руху. Для цього використовується комп'ютеризований компресор. Разом із системою демпфірування Four-C з електронним управлінням, надаються шорокі можливості управління підвіскою та її адаптації відповідно до уподобань водія в плані водіння. Для підвищення ступеня універсальності автомобіля за будь-яких дорожніх і погодних умовах можна вибирати той чи інший режим водіння. У режимі Comfort пневматична підвіска налаштована на максимальний комфорт, а в режимі Eco на швидкостях понад 70 км/год автомобіль «присідає» на 20 мм для поліпшення аеродинаміки і зниження витрати палива і викидів CO2. У режимі Dynamic активуються спортивні характеристики автомобіля: підвіска стає більш жорсткою і динамічною, а сам автомобіль стає на 20 мм нижче. У режимі Off road дорожній просвіт збільшується на 40 мм, що максимізує ваші можливості на нерівній дорозі. Режим Individual дозволяє створювати свої власні настройки і зберігати їх в пам'яті ключа дистанційного керування. Для перемикання режимів використовується роликовий перемикач в консолі між передніми сидіннями. Для підтримки комфорту і ходових характеристик в будь-яких обставинах пневматична підвіска постійно стежить за збереженням постійного дорожнього просвіту й рівня незалежно від числа пасажирів і ваги вантажу. При швидкості більше 100 км/год пневматична підвіска автоматично опускає автомобіль на 10 мм, щоб зменшити опір і підвищити стійкість на великих швидкостях. Для полегшення посадки в автомобіль і виходу з нього припаркований автомобіль можна опустити приблизно на 40 мм.
- Система повного приводу

Поліпшена система Haldex AWD з технологією Instant Traction ™ підвищує стійкість і тягу на всіх дорожніх поверхнях, в будь-яких погодних умовах. Вона містить систему електронного управління, яка постійно відстежує швидкість обертання коліс, положення дросельної заслінки, крутний момент двигуна, обороти коленвала і стан гальм. При зміні умов водіння колеса з найкращим зчепленням отримують найбільшу потужність. Якщо шина втрачає зчеплення з дорогою, що подається на це колесо потужність зменшується і миттєво перенаправляється до інших колесам, які мають краще зчеплення. При нормальній, сухій погоді практично вся потужність подається на передні колеса, щоб мінімізувати витрату палива без шкоди для стабільності. Але при необхідності до 50% потужності двигуна може подаватися на задні колеса. При зупинці повний привід на всі колеса завжди залишається підключеним, щоб бути в готовності до максимальної тяги. Це полегшує рушання з місця на слизькій дорозі та вгору.
- Особливості водіння з дітьми

Volvo є однією з небагатьох компаній, яка додатково пропонує вбудовані дитячі сидіння, які розміщені на центральному сидінні другого ряду. Воно може бути використане для дітей вагою від 14.9 до 36.3 кілограм і має висоту 94 см.

##### Переваги
- Паски безпеки, розташовані на кріслах регулюються по висоті — це великий плюс якщо ви тільки витягли дитину з дитячого сидіння.
- Є система кріплення дитячого сидіння на другому ряду. Нижні анкери є дещо складним у використанні через жорсткі подушки спинок сидінь. Верхні анкери добре промарковані і легкі у використанні у задній частині бічних сидінь.
- Всі дитячі сидіння, встановлені на бокових сидіннях другого ряду можна було легко зафіксувати тільки за допомогою ременя безпеки. Центральне сидіння другого ряду є більш складним в плані надійної фіксації лише за допомогою пасків безпеки. Щодо сидінь, які направлені проти напряму руху, слід лише трохи посунути переднє сидіння для розміщення таких сидінь. Для дітей в дитячих кріслах буде набагато комфортніше якщо вони будуть пристебнуті окремо.

##### Недоліки
- Немає системи кріплення дитячого сидіння та верхніх анкерів для третього ряду, роблячи ці сидіння придатними лише для дитячого крісла. До того ж добратись до сидінь третього ряду досить важко.
- Спинки сидінь другого ряду дуже важкі, що вимагає робити великі кроки і це у автомобілі з обмеженим простором для ніг.
- Застібки для сидінь третього ряду розміщені дуже глибоко, що може перешкодити спроможності дитини пристебнутися самостійно.
- Добре видно вводячий в оману анкер якірного ременя, але він ніяк не промаркований; крім того немає ніякого пояснення у керівництві до експлуатації[14].

### Варіанти двигунів
| Модифікація:                           | к.с./Нм: | см3: | Циліндри: | Трансміссія: | Привід:  | CO2, г/км.: | Витрата палива на 100 км.: | Виробляється з: |
| Бензин:                                |          |      |           |              |          |             |                            |                 |
| -------------------------------------- | -------- | ---- | --------- | ------------ | -------- | ----------- | -------------------------- | --------------- |
| Volvo XC 90 T5 2,0 Drive-E Turbo       | 254/350  | 1969 | 4         | АКПП, 8      | Повний   | 174         | 7.5                        | Січень 2015 —   |
| Volvo XC 90 T6 2,0 Drive-E Turbo       | 320/400  | 1969 | 4         | АКПП, 8      | Повний   | 179         | 7.7                        | Січень 2015 —   |
| Гібрид:                                |          |      |           |              |          |             |                            |                 |
| Volvo XC 90 T8 Twin Engine 2,0 Drive-E | 376/630  | 1969 | 4         | АКПП, 8      | Передній | 64          | 2.7                        | Січень 2015 —   |
| Дизель:                                |          |      |           |              |          |             |                            |                 |
| Volvo XC 90 2,0 D4 Drive-E             | 190/400  | 1969 | 4         | АКПП, 8      | Передній | 145         | 5.5                        | Січень 2015 —   |
| Volvo XC 90 2,0 D5 Drive-E             | 190/400  | 1969 | 4         | АКПП, 8      | Повний   | 152         | 5.8                        | Січень 2015 —   |

### Варіанти кольорів кузова
| Bright Silver (Сірий металік) | Crystal White (Білий) | Electric Silver (Світло-сірий металік) | Ember Black (Чорний металік) | Ice White, Solid (Біла емаль) | Luminous Sand (Піщаний металік) | Magic Blue (Блакитний) | Black Max (Чорний металік) | Osmium Grey (Сірий металік) | Savile Grey (Темно-сірий металік) | Twilight Bronze (Бронзовий металік) |

| Інформація взята з офіційного прайс-листа Volvo XC90 2015 в Україні |

##### Volvo XC90 R-Design
На Мотор-Шоу в Детройті, компанія Volvo привезла унікальний матовий синій XC90 з комплектом R-Design.
Пакет доопрацювань R-Design для кросовера Volvo XC90 включає встановлення оновленої решітки радіатора, нового спойлера, спарених патрубків вихлопної системи, матових корпусів бічних дзеркал, рейлінгів сріблястого кольору і 20 дюймових унікальних колісних дисків (також доступні 22 дюймові).
Салон кросовера буде відрізнятися від «звичайної» версії спортивними кріслами, особливими килимками і педалями. Лінійка силових агрегатів не отримає жодних оновлень і буде представлена стандартними 4-циліндровими моторами сімейства Drive-E.
Старт продажів Volvo XC90 R-Design намічений на весну 2015 року.

##### Volvo ХС90 Excellence
На автосалоні в Шанхаї компанія Volvo представила дві версії ХС90. Перша версія носить приставку Excellence і є найдорожчою моделлю Volvo за всю історію. Такий автомобіль зможе конкурувати з Land Rover та їх SVR і Autobiography.
Нова версія відрізняється від звичайної новими колісними дисками, чотирма окремими сидіннями іншого дизайну, висувними сенсорними моніторами для задніх пасажирів. В салоні вбудовано іонну систему фільтрації повітря, холодильник з келихами для шампанського.
Автомобіль побудований на базі гібридної версії XC90. Двигун бензиновий, чотирьохциліндровий турбомотор об'ємом 2,0 літра сімейства Drive-E та електромотора. Загальна потужність — 400 кінських сил, максимальний крутний момент — 640 Нм.
Друга версія майже така сама, головною різницею є наявність всього трьох сидінь. Сидіння переднього пасажира було замінено столиком з монітором який повернутий до заднього пасажира.

## Продажі
| рік  | США    | Швеція | Весь світ |
| ---- | ------ | ------ | --------- |
| 2002 | 4,379  |        |           |
| 2003 | 35,791 |        |           |
| 2004 | 39,230 |        |           |
| 2005 | 36,025 |        |           |
| 2006 | 33,241 | 1,883  | 85,064    |
| 2007 | 31,358 | 2,224  | 79,140    |
| 2008 | 18,981 | 905    | 52,872    |
| 2009 | 10,757 | 481    | 32,754    |
| 2010 | 10,119 | 785    | 37,597    |
| 2011 | 10,609 | 919    | 39,631    |
| 2012 | 9,513  | 716    | 31,290    |
| 2013 | 6,845  | 829    | 23,784    |
| 2014 | 3,952  | 947    | 17,869    |
| 2015 | 12,777 |        | 43,102    |
| 2016 | 32,526 |        | 92,449    |
| 2017 | 30,996 |        | 87,518    |
| 2018 | 31,609 | 2,559  | 94,182    |
| 2019 | 35,760 |        | 100,729   |
| 2020 | 34,251 |        | 92,458    |

## Виноски
1. ↑  Характеристики Volvo XC90 (Вольво Икс-Си 90). Архів оригіналу за 14 лютого 2015. Процитовано 13 лютого 2015. Характеристики Volvo XC90 (Вольво Икс-Си 90) (рос.)
2. ↑  Volvo XC90 — легендарный автомобиль. Архів оригіналу за 15 лютого 2015. Процитовано 14 лютого 2015. [Архівовано 2015-02-15 у Wayback Machine.]
3. ↑  Последний Volvo XC90 сошел с конвейера в Швеции. Архів оригіналу за 14 лютого 2015. Процитовано 14 лютого 2015. [Архівовано 2015-02-14 у Wayback Machine.]
4. ↑  Краш-тест Volvo XC90 [Архівовано 2 червня 2013 у Wayback Machine.] (Euro NCAP 2003)
5. ↑  Характеристики Volvo XC90 5 дв. внедорожник (2002—2006). Архів оригіналу за 13 лютого 2015. Процитовано 13 лютого 2015. Характеристики Volvo XC90 5 дв. внедорожник (2002—2006) (рос.)
6. ↑  Характеристики Volvo XC90 5 дв. внедорожник (2006—2011). Архів оригіналу за 14 лютого 2015. Процитовано 13 лютого 2015. Характеристики Volvo XC90 5 дв. внедорожник (2006—2011) (рос.)
7. ↑  Характеристики Volvo XC90 5 дв. внедорожник (2011—2014). Архів оригіналу за 14 лютого 2015. Процитовано 13 лютого 2015. Характеристики Volvo XC90 5 дв. внедорожник (2011—2014) (рос.)
8. ↑  Цвета Volvo XC90. Архів оригіналу за 16 лютого 2015. Процитовано 16 лютого 2015.
9. ↑  Volvo XC90 II. Архів оригіналу за 11 лютого 2015. Процитовано 13 лютого 2015. Volvo XC90 II (рос.)
10. ↑  Volvo XC90 II. Архів оригіналу за 13 лютого 2015. Процитовано 13 лютого 2015. Volvo XC90 II (рос.)
11. ↑  Як ми тестували Volvo XC90 2023 року. AUTOMOTO.UA. AUTOMOTO.UA (укр.). Процитовано 27 листопада 2023.
12. ↑  Padeanu, Adrian (4 вересня 2024). 2025 Volvo XC90: This Is It. Motor1.com (англ.). Процитовано 1 жовтня 2024.
13. ↑  Особенности и детали Volvo XC90. Архів оригіналу за 16 лютого 2015. Процитовано 15 лютого 2015. Особенности и детали Volvo XC90 (рос.)
14. ↑  Как мы тестировали Volvo XC90 2016. automoto.ua. Архів оригіналу за 13 серпня 2016. Процитовано 1 серпня 2016.
15. ↑  VOLVO XC90 Прайс-лист (PDF). Архів оригіналу (PDF) за 14 лютого 2015. Процитовано 14 лютого 2015. [Архівовано 2015-02-14 у Wayback Machine.]
16. ↑  Автосалон в Детройте 2015: Volvo XC90 R-Design. Архів оригіналу за 14 лютого 2015. Процитовано 13 лютого 2015. Автосалон в Детройте 2015: Volvo XC90 R-Design (рос.)
17. ↑  [Архівовано 24 квітня 2015 у Wayback Machine.] [Архівовано 24 квітня 2015 у Wayback Machine.] Volvo показала в Шанхае две версии ХС90 20.04.2015(рос.) www.infocar.ua
18. ↑  About Volvo - Sales Volumes - Volvo Car USA Newsroom. volvocars.com (англ.). 21 січня 2020. Архів оригіналу за 12 вересня 2021. Процитовано 26 вересня 2021.
19. ↑  Försäljningssiffror - Om Volvo - Försäljningssiffror - Volvo Car Sverige AB Newsroom. volvocars.com (швед.). Volvo Car Corporation. 21 січня 2020. Архів оригіналу за 14 травня 2020. Процитовано 21 січня 2020.
20. ↑  About Volvo - Sales Volumes - Volvo Cars Global Media Newsroom. volvocars.com (англ.). Volvo Car Corporation. 21 січня 2020. Архів оригіналу за 29 березня 2016. Процитовано 26 вересня 2021.